# Liste der aberkannten olympischen Medaillen
Die Liste der aberkannten olympischen Medaillen zählt die Medaillengewinner bei Olympischen Spielen auf, denen das Internationale Olympische Komitee (IOC) eine gewonnene Medaille nachträglich widerrufen hat. Dies kann beispielsweise bei einem Verstoß gegen die Dopingbestimmungen oder bei sonstigen Betrugsversuchen der Fall sein, während früher auch Verstöße gegen den Amateurstatus als Grund galten. Die betroffenen Athleten müssen ihre Medaillen an das IOC zurückgeben, damit sie nachgerückten Athleten überreicht werden können.
Von 1904 bis 2024 wurden insgesamt 158 Medaillen dauerhaft aberkannt, zehn Medaillen blieben vakant bzw. sind nicht neu zugeteilt worden. Die große Mehrheit der Aberkennungen erfolgte nach 2000 aufgrund verbesserter Methoden bei Dopingtests. Die meisten Aberkennungen gab es in der Leichtathletik (54, davon 21 Goldmedaillen) und im Gewichtheben (52, davon 15 Goldmedaillen). Athleten dieser beiden Sportarten sind somit für zwei Drittel aller Fälle verantwortlich. Das meistbetroffene Land ist Russland mit 46 aberkannten Medaillen, was mehr als einem Viertel aller Fälle entspricht. Die am stärksten betroffenen Sommerspiele waren die Olympischen Sommerspiele 2008 mit 50 Aberkennungen, bei Winterspielen ragen die Olympischen Winterspiele 2002 mit 13 Aberkennungen heraus.

## Aberkannte olympische Medaillen
- (X) = als vakant erklärt (d. h. nicht neu vergeben)
- (Y) = Entscheidung über Neuvergabe noch ausstehend
- F = Frauen
- M = Männer

| Spiele      | Athlet/Mannschaft       | Land                   | Medaille       | Wettkampf                                  | Aberkennungsgrund |
| ----------- | ----------------------- | ---------------------- | -------------- | ------------------------------------------ | --- |
| Sommer 1904 | Jack Egan               | USA                    | Silbermedaille | Boxen M, Leichtgewicht                     | Unter falschem Namen angetreten. |
| Sommer 1904 | Jack Egan               | USA                    | Bronzemedaille | Boxen M, Weltergewicht                     | Unter falschem Namen angetreten. |
| Sommer 1948 | Reitmannschaft          | Schweden               | Goldmedaille   | Reitsport, Dressur Mannschaft              | Verstoß gegen die Teilnahmebedingungen durch Gehnäll Persson. |
| Sommer 1968 | Fünfkampfmannschaft     | Schweden               | Bronzemedaille | Moderner Fünfkampf M, Mannschaft           | Hans-Gunnar Liljenwall war alkoholisiert angetreten. |
| Sommer 1972 | Bachaawaagiin Bujadaa   | Mongolei               | Silbermedaille | Judo M, Klasse bis 63 kg (X)               | Positiv auf Dianabol getestet. |
| Sommer 1972 | Radsportmannschaft      | Niederlande            | Bronzemedaille | Radsport M, Mannschaftszeitfahren (X)      | Aad van den Hoek positiv auf Coramin getestet. |
| Sommer 1972 | Jaime Huélamo           | Spanien                | Bronzemedaille | Radsport M, Straßenrennen (X)              | Positiv auf Coramin getestet. |
| Sommer 1972 | Rick DeMont             | USA                    | Goldmedaille   | Schwimmen M, 400 m Freistil                | Unerlaubte Einnahme eines Asthmamittels. |
| Winter 1976 | Galina Kulakowa         | Sowjetunion            | Bronzemedaille | Skilanglauf F, 5 km                        | Verwendung eines Ephedrin-haltigen Nasensprays. |
| Sommer 1976 | Walentin Christow       | Bulgarien              | Goldmedaille   | Gewichtheben M, Klasse bis 110 kg          | Verwendung von anabolen Steroiden. |
| Sommer 1976 | Blagoj Blagoew          | Bulgarien              | Silbermedaille | Gewichtheben M, Klasse bis 82,5 kg         | Verwendung von anabolen Steroiden. |
| Sommer 1976 | Zbigniew Kaczmarek      | Polen                  | Goldmedaille   | Gewichtheben M, Klasse bis 67,5 kg         | Verwendung von anabolen Steroiden. |
| Sommer 1984 | Martti Vainio           | Finnland               | Silbermedaille | Leichtathletik M, 10.000-Meter-Lauf        | Verwendung von anabolen Steroiden. |
| Sommer 1984 | Tomas Johansson         | Schweden               | Silbermedaille | Greco-Ringen M, über 100 kg                | Einnahme muskelfördernder Mittel. |
| Sommer 1988 | Kerrith Brown           | Großbritannien         | Bronzemedaille | Judo M, Klasse bis 71 kg                   | Positiv auf Furosemid getestet. |
| Sommer 1988 | Mitko Grablew           | Bulgarien              | Goldmedaille   | Gewichtheben M, Klasse bis 56 kg           | Verwendung von Furosemid. |
| Sommer 1988 | Angel Gentschew         | Bulgarien              | Goldmedaille   | Gewichtheben M, Klasse bis 67,5 kg         | Verwendung von Furosemid. |
| Sommer 1988 | Ben Johnson             | Kanada                 | Goldmedaille   | Leichtathletik M, 100-Meter-Lauf           | Nachweis von Stanozolol in der Urinprobe. |
| Sommer 1988 | Andor Szanyi            | Ungarn                 | Silbermedaille | Gewichtheben M, Klasse bis 100 kg          | Nachweis von Stanozolol in der Urinprobe. |
| Sommer 1992 | Ibragim Samadow         | Vereintes Team         | Bronzemedaille | Gewichtheben M, Klasse bis 82,5 kg (X)     | Wegwerfen der Medaille bei der Siegerehrung. |
| Sommer 2000 | Aschot Danieljan        | Armenien               | Bronzemedaille | Gewichtheben M, über 105 kg                | Positiv auf Stanozolol getestet. |
| Sommer 2000 | Isabela Dragnewa        | Bulgarien              | Goldmedaille   | Gewichtheben F, Klasse bis 48 kg           | Positiv auf Furosemid getestet. |
| Sommer 2000 | Iwan Iwanow             | Bulgarien              | Silbermedaille | Gewichtheben M, Klasse bis 56 kg           | Positiv auf Furosemid getestet. |
| Sommer 2000 | Sewdalin Mintschew      | Bulgarien              | Bronzemedaille | Gewichtheben M, Klasse bis 62 kg           | Positiv auf Diuretika getestet. |
| Sommer 2000 | Alexander Leipold       | Deutschland            | Goldmedaille   | Freistilringen M, Klasse bis 76 kg         | Nachweis der zehnfachen erlaubten Nandrolon-Menge. Leipold darf sich wieder rechtmäßig Sieger der Olympischen Spiele 2000 in Sydney nennen, aus rechtlichen Gründen jedoch nicht den offiziellen Titel Olympiasieger tragen. Die Goldmedaille blieb ebenfalls im Besitz seines amerikanischen Finalgegners Brandon Slay. |
| Sommer 2000 | Andreea Răducan         | Rumänien               | Goldmedaille   | Gerätturnen F, Einzelmehrkampf             | Verabreichung von Pseudoephedrin durch Mannschaftsarzt. |
| Sommer 2000 | Marion Jones            | USA                    | Goldmedaille   | Leichtathletik F, 100-Meter-Lauf (X)       | Falschaussagen in der BALCO-Affäre und mehrfacher Dopingmissbrauch. |
| Sommer 2000 | Marion Jones            | USA                    | Goldmedaille   | Leichtathletik F, 200-Meter-Lauf           | Falschaussagen in der BALCO-Affäre und mehrfacher Dopingmissbrauch. |
| Sommer 2000 | Marion Jones            | USA                    | Bronzemedaille | Leichtathletik F, Weitsprung               | Falschaussagen in der BALCO-Affäre und mehrfacher Dopingmissbrauch. |
| Sommer 2000 | Staffelmannschaft       | USA                    | Goldmedaille   | Leichtathletik M, 4-mal-400-Meter-Staffel  | Positive Dopingtests bei Antonio Pettigrew und Jerome Young. |
| Sommer 2000 | Lance Armstrong         | USA                    | Bronzemedaille | Radsport M, Einzelzeitfahren (X)           | Nachträgliche Disqualifikation im Zuge der Doping-Affäre Armstrong. |
| Sommer 2000 | Turnmannschaft          | VR China               | Bronzemedaille | Gerätturnen F, Mannschaftsmehrkampf        | Falsche Altersangabe bei Dong Fangxiao zur Umgehung des Alterslimits. |
| Winter 2002 | Alain Baxter            | Großbritannien         | Bronzemedaille | Ski Alpin M, Slalom                        | Unabsichtliche Verwendung eines Methamphetamin-haltigen Nasensprays. |
| Winter 2002 | Olga Danilowa           | Russland               | Goldmedaille   | Skilanglauf F, 10 km Verfolgung            | Positiv auf das EPO-Derivat Darbepoetin getestet. |
| Winter 2002 | Olga Danilowa           | Russland               | Silbermedaille | Skilanglauf F, 10 km klassisch             | Positiv auf das EPO-Derivat Darbepoetin getestet. |
| Winter 2002 | Larissa Lasutina        | Russland               | Goldmedaille   | Skilanglauf F, 30 km klassisch             | Positiv auf das EPO-Derivat Darbepoetin getestet. |
| Winter 2002 | Larissa Lasutina        | Russland               | Silbermedaille | Skilanglauf F, 15 km Massenstart           | Positiv auf das EPO-Derivat Darbepoetin getestet. |
| Winter 2002 | Larissa Lasutina        | Russland               | Silbermedaille | Skilanglauf F, 10 km Verfolgung            | Positiv auf das EPO-Derivat Darbepoetin getestet. |
| Winter 2002 | Johann Mühlegg          | Spanien                | Goldmedaille   | Skilanglauf M, 50 km klassisch             | Positiv auf das EPO-Derivat Darbepoetin getestet. |
| Winter 2002 | Johann Mühlegg          | Spanien                | Goldmedaille   | Skilanglauf M, 30 km Freistil              | Positiv auf das EPO-Derivat Darbepoetin getestet. |
| Winter 2002 | Johann Mühlegg          | Spanien                | Goldmedaille   | Skilanglauf M, 20 km Verfolgung            | Positiv auf das EPO-Derivat Darbepoetin getestet. |
| Sommer 2004 | Springreitmannschaft 1  | Deutschland            | Goldmedaille   | Reitsport, Springreiten Mannschaft         | Unerlaubte Behandlung von Ludger Beerbaums Pferd Goldfever mit Betamethason. |
| Sommer 2004 | Leonidas Sampanis       | Griechenland           | Bronzemedaille | Gewichtheben M, Klasse bis 62 kg           | Überschreitung des maximal erlaubten Testosteron-Werts um das Doppelte. |
| Sommer 2004 | Cian O’Connor           | Irland                 | Goldmedaille   | Reitsport, Springreiten Einzel             | Unerlaubter Einsatz von Beruhigungsmitteln beim Pferd Waterford Crystal. |
| Sommer 2004 | Irina Korschanenko      | Russland               | Goldmedaille   | Leichtathletik F, Kugelstoßen              | Positiv auf Stanozolol getestet. |
| Sommer 2004 | Swetlana Kriweljowa     | Russland               | Bronzemedaille | Leichtathletik F, Kugelstoßen (X)          | Nachweis von Stanozolol bei erneutem Test der Dopingprobe im November 2012. |
| Sommer 2004 | Oleg Perepetschonow     | Russland               | Bronzemedaille | Gewichtheben M, Klasse bis 77 kg           | Nachweis von Clenbuterol bei erneutem Test der Dopingprobe im Februar 2013. |
| Sommer 2004 | Jurij Bilonoh           | Ukraine                | Goldmedaille   | Leichtathletik M, Kugelstoßen              | Nachweis des anabolen Steroids Oxandrolon bei erneutem Test der Dopingprobe im Dezember 2012. |
| Sommer 2004 | Rudermannschaft         | Ukraine                | Bronzemedaille | Rudern F, Doppelvierer                     | Positive Dopingprobe bei Olena Olefirenko auf das Atem-Stimulans Etamivan. |
| Sommer 2004 | Adrián Annus            | Ungarn                 | Goldmedaille   | Leichtathletik M, Hammerwurf               | Nicht zur Dopingkontrolle erschienen. |
| Sommer 2004 | Róbert Fazekas          | Ungarn                 | Goldmedaille   | Leichtathletik M, Diskuswurf               | Verweigerung des Dopingtests und Versuch, eigenen mit fremdem Urin zu vertauschen. |
| Sommer 2004 | Ferenc Gyurkovics       | Ungarn                 | Silbermedaille | Gewichtheben M, Klasse bis 105 kg          | Positiv auf das anabole Steroid Oxandrolon getestet. |
| Sommer 2004 | Tyler Hamilton          | USA                    | Goldmedaille   | Radsport M, Einzelzeitfahren               | Nachträgliche Disqualifikation im Zuge der Doping-Affäre Hamilton. |
| Sommer 2004 | Iwan Zichan             | Belarus                | Silbermedaille | Leichtathletik M, Hammerwurf (X)           | Nachweis des anabolen Steroids Metandienon bei erneutem Test der Dopingprobe im Dezember 2012. |
| Sommer 2004 | Iryna Jattschanka       | Belarus                | Bronzemedaille | Leichtathletik F, Diskuswurf               | Nachweis des anabolen Steroids Metandienon bei erneutem Test der Dopingprobe im Dezember 2012. |
| Winter 2006 | Olga Pyljowa            | Russland               | Silbermedaille | Biathlon F, Einzel (15 km)                 | Positiv auf das Stimulanzmittel Carphedon getestet. |
| Sommer 2008 | Tigran Martirosjan      | Armenien               | Bronzemedaille | Gewichtheben M, Klasse bis 69 kg           | Nachweis von Stanozolol und Turinabol bei erneutem Test der Dopingprobe im August 2016. |
| Sommer 2008 | Vitali Rəhimov          | Aserbaidschan          | Silbermedaille | Greco-Ringen M, Klasse bis 60 kg           | Nachweis von Turinabol bei erneutem Test der Dopingprobe im November 2016. |
| Sommer 2008 | Rashid Ramzi            | Bahrain                | Goldmedaille   | Leichtathletik M, 1500-Meter-Lauf          | Nachweis des EPO-Derivats Cera bei erneutem Test der Dopingprobe im November 2009. |
| Sommer 2008 | Chrysopigi Devetzi      | Griechenland           | Bronzemedaille | Leichtathletik F, Dreisprung               | Nachweis von Stanozolol bei erneutem Test der Dopingprobe im November 2016. |
| Sommer 2008 | Davide Rebellin         | Italien                | Silbermedaille | Radsport M, Straßenrennen                  | Nachweis des EPO-Derivats Cera bei erneutem Test der Dopingprobe im November 2009. |
| Sommer 2008 | Staffelmannschaft       | Jamaika                | Goldmedaille   | Leichtathletik M, 4-mal-100-Meter-Staffel  | Nachweis von Methylhexanamin bei erneutem Test der Dopingprobe von Nesta Carter im Januar 2017. |
| Sommer 2008 | Ilja Iljin              | Kasachstan             | Goldmedaille   | Gewichtheben M, Klasse bis 94 kg           | Nachweis von Stanozolol bei erneutem Test der Dopingprobe im November 2016. |
| Sommer 2008 | Irina Nekrassowa        | Kasachstan             | Silbermedaille | Gewichtheben F, Klasse bis 63 kg           | Nachweis von Stanozolol bei erneutem Test der Dopingprobe im November 2016. |
| Sommer 2008 | Taimuras Tigijew        | Kasachstan             | Silbermedaille | Freistilringen M, Klasse bis 96 kg         | Nachweis von Turinabol bei erneutem Test der Dopingprobe im Oktober 2016. |
| Sommer 2008 | Marija Grabowezkaja     | Kasachstan             | Bronzemedaille | Gewichtheben F, Klasse über 75 kg          | Nachweis von Oxandrolon, Stanozolol und Turinabol bei erneutem Test der Dopingprobe im November 2016. |
| Sommer 2008 | Ässet Mämbetow          | Kasachstan             | Bronzemedaille | Greco-Ringen M, Klasse bis 96 kg           | Nachweis von Stanozolol bei erneutem Test der Dopingprobe im November 2016. |
| Sommer 2008 | Yarelys Barrios         | Kuba                   | Silbermedaille | Leichtathletik F, Diskuswurf               | Nachweis des Diuretikums Acetazolamid bei erneutem Test der Dopingprobe im August 2016. |
| Sommer 2008 | Kim Jong-su             | Nordkorea              | Silbermedaille | Schießen M, Freie Pistole (50 m)           | Positiv auf den Betablocker Propranolol getestet. |
| Sommer 2008 | Kim Jong-su             | Nordkorea              | Bronzemedaille | Schießen M, Luftpistole (10 m)             | Positiv auf den Betablocker Propranolol getestet. |
| Sommer 2008 | Springreitmannschaft 2  | Norwegen               | Bronzemedaille | Reitsport, Springreiten Mannschaft         | Unerlaubte Behandlung von Tony André Hansens Pferd Camiro mit Capsaicin. |
| Sommer 2008 | Staffelmannschaft       | Russland               | Goldmedaille   | Leichtathletik F, 4-mal-100-Meter-Staffel  | Nachweis von Stanozolol und Turinabol bei erneutem Test der Dopingprobe von Julija Tschermoschanskaja im März 2017. |
| Sommer 2008 | Marija Abakumowa        | Russland               | Silbermedaille | Leichtathletik F, Speerwurf                | Nachweis von Turinabol bei erneutem Test der Dopingprobe im September 2016. |
| Sommer 2008 | Chassan Barojew         | Russland               | Silbermedaille | Greco-Ringen M, Klasse bis 120 kg          | Nachweis von Turinabol bei erneutem Test der Dopingprobe im November 2016. |
| Sommer 2008 | Tatjana Lebedewa        | Russland               | Silbermedaille | Leichtathletik F, Dreisprung               | Nachweis von Turinabol bei erneutem Test der Dopingprobe im Januar 2017. |
| Sommer 2008 | Tatjana Lebedewa        | Russland               | Silbermedaille | Leichtathletik F, Weitsprung               | Nachweis von Turinabol bei erneutem Test der Dopingprobe im Januar 2017. |
| Sommer 2008 | Staffelmannschaft       | Russland               | Silbermedaille | Leichtathletik F, 4-mal-400-Meter-Staffel  | Nachweis von Turinabol und Stanozolol bei erneuten Tests der Dopingproben von Tatjana Firowa und Anastassija Kapatschinskaja im August 2016. |
| Sommer 2008 | Marina Schainowa        | Russland               | Silbermedaille | Gewichtheben F, Klasse bis 58 kg           | Nachweis von Stanozolol und Turinabol bei erneutem Test der Dopingprobe im August 2016. |
| Sommer 2008 | Chadschimurat Akkajew   | Russland               | Bronzemedaille | Gewichtheben M, Klasse bis 94 kg           | Nachweis von Turinabol bei erneutem Test der Dopingprobe im November 2016. |
| Sommer 2008 | Anna Tschitscherowa     | Russland               | Bronzemedaille | Leichtathletik F, Hochsprung               | Nachweis von Turinabol bei erneutem Test der Dopingprobe im Oktober 2016. |
| Sommer 2008 | Nadeschda Jewstjuchina  | Russland               | Bronzemedaille | Gewichtheben F, Klasse bis 75 kg           | Nachweis von EPO und Turinabol bei erneutem Test der Dopingprobe im August 2016. |
| Sommer 2008 | Dmitri Lapikow          | Russland               | Bronzemedaille | Gewichtheben M, Klasse bis 105 kg          | Nachweis von Turinabol bei erneutem Test der Dopingprobe im November 2016. |
| Sommer 2008 | Tatjana Tschernowa      | Russland               | Bronzemedaille | Leichtathletik F, Siebenkampf              | Nachweis von Turinabol bei erneutem Test der Dopingprobe im April 2017. |
| Sommer 2008 | Staffelmannschaft       | Russland               | Bronzemedaille | Leichtathletik M, 4-mal-400-Meter-Staffel  | Nachweis von Turinabol bei erneutem Test der Dopingprobe von Denis Alexejew im September 2016. |
| Sommer 2008 | Jekaterina Wolkowa      | Russland               | Bronzemedaille | Leichtathletik F, 3000-Meter-Hindernislauf | Nachweis von Turinabol bei erneutem Test der Dopingprobe im Oktober 2016. |
| Sommer 2008 | Ara Abrahamian          | Schweden               | Bronzemedaille | Greco-Ringen M, Klasse bis 84 kg (X)       | Ablehnung der Medaille aus Protest gegen eine Entscheidung des Schiedsrichters. |
| Sommer 2008 | Elvan Abeylegesse       | Türkei                 | Silbermedaille | Leichtathletik F, 5000-Meter-Lauf          | Im März 2017 aufgrund weiter zurückliegender Dopingvergehen nachträglich disqualifiziert. |
| Sommer 2008 | Elvan Abeylegesse       | Türkei                 | Silbermedaille | Leichtathletik F, 10.000-Meter-Lauf        | Im März 2017 aufgrund weiter zurückliegender Dopingvergehen nachträglich disqualifiziert. |
| Sommer 2008 | Sibel Özkan             | Türkei                 | Silbermedaille | Gewichtheben F, Klasse bis 84 kg           | Nachweis von Stanozolol bei erneutem Test der Dopingprobe im Juli 2016. |
| Sommer 2008 | Ljudmyla Blonska        | Ukraine                | Silbermedaille | Leichtathletik F, Siebenkampf              | Positiv auf das anabole Steroid Methyltestosteron getestet. |
| Sommer 2008 | Wassyl Fedoryschyn      | Ukraine                | Silbermedaille | Freistilringen M, Klasse bis 60 kg         | Nachweis von Turinabol bei erneutem Test der Dopingprobe April 2017. |
| Sommer 2008 | Olha Korobka            | Ukraine                | Silbermedaille | Gewichtheben F, Klasse über 75 kg          | Nachweis von Turinabol bei erneutem Test der Dopingprobe im Oktober 2016. |
| Sommer 2008 | Natalija Dawydowa       | Ukraine                | Bronzemedaille | Gewichtheben F, Klasse bis 69 kg           | Nachweis von Turinabol bei erneutem Test der Dopingprobe im November 2016. |
| Sommer 2008 | Wiktorija Tereschtschuk | Ukraine                | Bronzemedaille | Moderner Fünfkampf, Frauen                 | Nachweis von Turinabol bei erneutem Test der Dopingprobe im Februar 2017. |
| Sommer 2008 | Denys Jurtschenko       | Ukraine                | Bronzemedaille | Leichtathletik M, Stabhochsprung           | Nachweis von Turinabol bei erneutem Test der Dopingprobe im November 2016. |
| Sommer 2008 | Artur Taymazov          | Usbekistan             | Goldmedaille   | Freistilringen M, Klasse bis 120 kg        | Nachweis von Stanozolol und Turinabol bei erneutem Test der Dopingprobe im April 2017. |
| Sommer 2008 | Soslan Tigiyev          | Usbekistan             | Silbermedaille | Freistilringen M, Klasse bis 74 kg         | Nachweis von Turinabol bei erneutem Test der Dopingprobe im Oktober 2016. |
| Sommer 2008 | Cao Lei                 | VR China               | Goldmedaille   | Gewichtheben F, Klasse bis 75 kg           | Nachweis von Wachstumshormonen bei erneutem Test der Dopingprobe im Januar 2017. |
| Sommer 2008 | Chen Xiexia             | VR China               | Goldmedaille   | Gewichtheben F, Klasse bis 48 kg           | Nachweis von Wachstumshormonen bei erneutem Test der Dopingprobe im Januar 2017. |
| Sommer 2008 | Liu Chunhong            | VR China               | Goldmedaille   | Gewichtheben F, Klasse bis 69 kg           | Nachweis von Wachstumshormonen bei erneutem Test der Dopingprobe im Januar 2017. |
| Sommer 2008 | Aksana Mjankowa         | Belarus                | Goldmedaille   | Leichtathletik F, Hammerwurf               | Nachweis von Oxandrolon und Turinabol bei erneutem Test der Dopingprobe im November 2016. |
| Sommer 2008 | Natallja Michnewitsch   | Belarus                | Silbermedaille | Leichtathletik F, Kugelstoßen              | Nachweis von Metandienon und Stanozolol bei erneutem Test der Dopingprobe im November 2016. |
| Sommer 2008 | Andrej Rybakou          | Belarus                | Silbermedaille | Gewichtheben M, Klasse bis 85 kg           | Nachweis von Stanozolol und Turinabol bei erneutem Test der Dopingprobe im Oktober 2016. |
| Sommer 2008 | Nadseja Astaptschuk     | Belarus                | Bronzemedaille | Leichtathletik F, Kugelstoßen              | Nachweis von Tamoxifen und Turinabol bei erneutem Test der Dopingprobe im Januar 2017. |
| Sommer 2008 | Andrej Michnewitsch     | Belarus                | Bronzemedaille | Leichtathletik M, Kugelstoßen              | Im November 2016 aufgrund weiter zurückliegender Dopingvergehen nachträglich disqualifiziert. |
| Sommer 2008 | Anastassija Nowikawa    | Belarus                | Bronzemedaille | Gewichtheben F, Klasse bis 53 kg           | Nachweis von Stanozolol und Turinabol bei erneutem Test der Dopingprobe im Oktober 2016. |
| Sommer 2012 | Hripsime Churschudjan   | Armenien               | Bronzemedaille | Gewichtheben F, Klasse über 75 kg          | Nachweis von Stanozolol und Turinabol bei erneutem Test der Dopingprobe im November 2016. |
| Sommer 2012 | Valentin Xristov        | Aserbaidschan          | Bronzemedaille | Gewichtheben M, Klasse über 56 kg          | Nachweis von Turinabol bei erneutem Test der Dopingprobe. |
| Sommer 2012 | Dawit Modsmanaschwili   | Georgien               | Silbermedaille | Freistilringen M, Klasse über 120 kg       | Nachweis auf Turinabol bei erneutem Test der Dopingprobe im Januar 2019. |
| Sommer 2012 | Ilja Iljin              | Kasachstan             | Goldmedaille   | Gewichtheben M, Klasse bis 94 kg           | Nachweis von Stanozolol und Turinabol bei erneutem Test der Dopingprobe im November 2016. |
| Sommer 2012 | Maija Manesa            | Kasachstan             | Goldmedaille   | Gewichtheben F, Klasse bis 63 kg           | Nachweis von Stanozolol bei erneutem Test der Dopingprobe im November 2016. |
| Sommer 2012 | Swetlana Podobedowa     | Kasachstan             | Goldmedaille   | Gewichtheben F, Klasse bis 75 kg           | Nachweis von Stanozolol bei erneutem Test der Dopingprobe im November 2016. |
| Sommer 2012 | Sülfija Tschinschanlo   | Kasachstan             | Goldmedaille   | Gewichtheben F, Klasse bis 53 kg           | Nachweis von Oxandrolon und Stanozolol bei erneutem Test der Dopingprobe im November 2016. |
| Sommer 2012 | Jevgenijus Šuklinas     | Litauen                | Silbermedaille | Kanu M, Einer-Canadier 200 m               | Nachweis von Turinabol bei erneutem Test der Dopingprobe im Juni 2019. |
| Sommer 2012 | Anatolii Cîrîcu         | Moldau                 | Bronzemedaille | Gewichtheben M, Klasse bis 94 kg           | Nachweis von Turinabol bei erneutem Test der Dopingprobe im November 2016. |
| Sommer 2012 | Cristina Iovu           | Moldau                 | Bronzemedaille | Gewichtheben F, Klasse bis 53 kg           | Nachweis von Turinabol bei erneutem Test der Dopingprobe im November 2016. |
| Sommer 2012 | Roxana Cocoș            | Rumänien               | Silbermedaille | Gewichtheben F, Klasse bis 69 kg           | Nachweis von Methenolon und Stanozolol bei erneutem Test der Dopingprobe im November 2020. |
| Sommer 2012 | Răzvan Martin           | Rumänien               | Bronzemedaille | Gewichtheben M, Klasse bis 69 kg           | Nachweis von Dehydrochlormethyltestosteron, Methenolon und Stanozolol bei erneutem Test der Dopingprobe im November 2020. |
| Sommer 2012 | Sergei Kirdjapkin       | Russland               | Goldmedaille   | Leichtathletik M, 50 km Gehen              | Im März 2016 aufgrund weiter zurückliegender Dopingvergehen nachträglich disqualifiziert. |
| Sommer 2012 | Jelena Laschmanowa      | Russland               | Goldmedaille   | Leichtathletik F, 20 km Gehen              | Nachträgliche Disqualifikation im März 2022 aufgrund der Ergebnisse des McLaren-Reports |
| Sommer 2012 | Tatjana Lyssenko        | Russland               | Goldmedaille   | Leichtathletik F, Hammerwurf               | Nachweis von Turinabol bei erneutem Test der Dopingprobe im Oktober 2016. |
| Sommer 2012 | Marija Sawinowa         | Russland               | Goldmedaille   | Leichtathletik F, 800-Meter-Lauf           | Im Februar 2017 aufgrund weiter zurückliegender Dopingvergehen nachträglich disqualifiziert. |
| Sommer 2012 | Julija Saripowa         | Russland               | Goldmedaille   | Leichtathletik F, 3000-Meter-Hindernislauf | Nachweis von Turinabol bei erneutem Test der Dopingprobe im November 2016. |
| Sommer 2012 | Iwan Uchow              | Russland               | Goldmedaille   | Leichtathletik M, Hochsprung               | Nachträgliche Disqualifikation aufgrund der Ergebnisse des McLaren-Reports. |
| Sommer 2012 | Natalja Antjuch         | Russland               | Goldmedaille   | Leichtathletik F, 400 m Hürden             | Nachträgliche Disqualifikation aufgrund der Ergebnisse des McLaren-Reports |
| Sommer 2012 | Apti Auchadow           | Russland               | Silbermedaille | Gewichtheben M, Klasse bis 85 kg           | Nachträgliche Disqualifikation aufgrund der Ergebnisse des McLaren-Reports. |
| Sommer 2012 | Alexander Iwanow        | Russland               | Silbermedaille | Gewichtheben M, Klasse bis 94 kg           | Nachweis von Tamoxifen und Turinabol bei erneutem Test der Dopingprobe im November 2016. |
| Sommer 2012 | Olga Kaniskina          | Russland               | Silbermedaille | Leichtathletik F, 20 km Gehen              | Im Oktober 2016 wegen weiter zurückliegender Dopingvergehen disqualifiziert. |
| Sommer 2012 | Jewgenija Kolodko       | Russland               | Silbermedaille | Leichtathletik F, Kugelstoßen              | Nachweis von Ipamorelin und Turinabol bei erneutem Test der Dopingprobe im August 2016. |
| Sommer 2012 | Darja Pischtschalnikowa | Russland               | Silbermedaille | Leichtathletik F, Diskuswurf               | Nachweis von Oxandrolon bei erneutem Test der Dopingprobe im April 2013. |
| Sommer 2012 | Natalja Sabolotnaja     | Russland               | Silbermedaille | Gewichtheben F, Klasse bis 75 kg           | Nachweis von Turinabol bei erneutem Test der Dopingprobe im November 2016. |
| Sommer 2012 | Staffelmannschaft       | Russland               | Silbermedaille | Leichtathletik F, 4-mal-400-Meter-Staffel  | Nachweis von Turinabol bei erneuten Tests der Dopingproben von Julija Guschtschina und Antonina Kriwoschapka im Januar und November 2017. |
| Sommer 2012 | Tatjana Tomaschowa      | Russland               | Silbermedaille | Leichtathletik F, 1500 m                   | Nachträgliche Disqualifikation wegen mehrfachen Anabolika-Missbrauchs. |
| Sommer 2012 | Swetlana Zarukajewa     | Russland               | Silbermedaille | Gewichtheben F, Klasse bis 63 kg           | Nachweis von Turinabol bei erneutem Test der Dopingprobe im April 2017. |
| Sommer 2012 | Swetlana Schkolina      | Russland               | Bronzemedaille | Leichtathletik F, Hochsprung               | Nachträgliche Disqualifikation aufgrund der Ergebnisse des McLaren-Reports. |
| Sommer 2012 | Tatjana Tschernowa      | Russland               | Bronzemedaille | Leichtathletik F, Siebenkampf              | Nachweis von Turinabol bei erneutem Test der Dopingprobe im Januar 2015. |
| Sommer 2012 | Rusland Albegow         | Russland               | Bronzemedaille | Gewichtheben Männer über 105 kg            | Disqualifikation aufgrund von Doping. |
| Sommer 2012 | Aslı Çakır Alptekin     | Türkei                 | Goldmedaille   | Leichtathletik F, 1500-Meter-Lauf          | Im August 2015 aufgrund weiter zurückliegender Dopingvergehen nachträglich disqualifiziert. |
| Sommer 2012 | Gamze Bulut             | Türkei                 | Silbermedaille | Leichtathletik F, 1500-Meter-Lauf          | Im März 2017 aufgrund weiter zurückliegender Dopingvergehen nachträglich disqualifiziert. |
| Sommer 2012 | Oleksij Torochtij       | Ukraine                | Goldmedaille   | Gewichtheben M, bis 105 kg                 | Nachweis von Dehydrochlormethyltestosteron bei erneutem Test der Dopingprobe im Dezember 2019. |
| Sommer 2012 | Oleksandr Pjatnyzja     | Ukraine                | Silbermedaille | Leichtathletik M, Speerwurf                | Nachweis von Turinabol bei erneutem Test der Dopingprobe im August 2016. |
| Sommer 2012 | Julija Kalina           | Ukraine                | Bronzemedaille | Gewichtheben F, Klasse bis 58 kg           | Nachweis von Turinabol bei erneutem Test der Dopingprobe im Juli 2016. |
| Sommer 2012 | Artur Taymazov          | Usbekistan             | Goldmedaille   | Freistilringen M, Klasse bis 120 kg        | Nachweis von Turinabol bei erneutem Test der Dopingprobe im Juli 2019. |
| Sommer 2012 | Soslan Tigiyev          | Usbekistan             | Bronzemedaille | Freistilringen M, Klasse bis 74 kg         | Nachweis von Turinabol bei erneutem Test der Dopingprobe im Oktober 2016. |
| Sommer 2012 | Staffelmannschaft       | USA                    | Silbermedaille | Leichtathletik M, 4-mal-100-Meter-Staffel  | Im Mai 2015 wegen weiter zurückliegender Dopingvergehen von Tyson Gay nachträglich disqualifiziert. |
| Sommer 2012 | Nadseja Astaptschuk     | Belarus                | Goldmedaille   | Leichtathletik F, Kugelstoßen              | Nachweis von Tamoxifen und Turinabol bei erneutem Test der Dopingprobe im Januar 2017. |
| Sommer 2012 | Iryna Kulescha          | Belarus                | Bronzemedaille | Gewichtheben F, Klasse bis 75 kg           | Nachweis von Stanozolol und Turinabol bei erneutem Test der Dopingprobe im November 2016. |
| Sommer 2012 | Maryna Schkermankowa    | Belarus                | Bronzemedaille | Gewichtheben F, Klasse bis 69 kg           | Nachweis von Stanozolol und Turinabol bei erneutem Test der Dopingprobe im November 2016. |
| Winter 2014 | Bobteam Russland 1      | Russland               | Goldmedaille   | Bobsport M, Zweierbob                      | Im November und Dezember 2017 Verhängung lebenslanger olympischer Sperren gegen Alexander Subkow und Alexei Wojewoda aufgrund der Ergebnisse des McLaren-Reports, nachträgliche Disqualifikation. |
| Winter 2014 | Bobteam Russland 1      | Russland               | Goldmedaille   | Bobsport M, Viererbob                      | Im November und Dezember 2017 Verhängung lebenslanger olympischer Sperren gegen Alexander Subkow und Alexei Wojewoda aufgrund der Ergebnisse des McLaren-Reports, nachträgliche Disqualifikation. |
| Winter 2014 | Staffelmannschaft       | Russland               | Silbermedaille | Biathlon F, Staffel                        | Im November und 2017 Verhängung lebenslanger olympischer Sperren gegen Olga Wiluchina, Jana Romanowa und Olga Saizewa aufgrund der Ergebnisse des McLaren-Reports, nachträgliche Disqualifikation. |
| Sommer 2016 | Nischat Rachimow        | Kasachstan             | Goldmedaille   | Gewichtheben M, Klasse bis 77 kg (Y)       | Positive Urinprobe im März 2022. |
| Sommer 2016 | Issat Artykow           | Kirgisistan            | Bronzemedaille | Gewichtheben M, Klasse bis 69 kg           | Positiv auf Strychnin getestet. |
| Sommer 2016 | Serghei Tarnovschi      | Moldau                 | Bronzemedaille | Kanu M, Einer-Canadier 1000 m              | Positiv auf unerlaubte Wachstumshormone getestet. |
| Sommer 2016 | Gabriel Sîncrăian       | Rumänien               | Bronzemedaille | Gewichtheben M, Klasse bis 85 kg           | Massive Überschreitung des maximal erlaubten Testosteron-Werts. |
| Sommer 2016 | Michail Alojan          | Russland               | Silbermedaille | Boxen M, Klasse bis 52 kg                  | Positiv auf Tuaminoheptan getestet. |
| Winter 2018 | Curlingteam             | OAR                    | Bronzemedaille | Curling, Mixed Doubles                     | Alexander Kruschelnizki positiv auf Meldonium getestet. |
| Sommer 2020 | Staffelmannschaft       | Vereinigtes Königreich | Silbermedaille | Leichtathletik M, 4-mal-100-Meter-Staffel  | Chijindu Ujah positiv auf selektive Androgenrezeptor-Modulatoren getestet. |

## Wieder zuerkannte olympische Medaillen
Nachfolgend eine Zusammenstellung der Medaillen, die vom IOC aberkannt und später wieder zuerkannt wurden.
- F = Frauen
- M = Männer

| Spiele      | Athlet/Mannschaft                                      | Land           | Medaille       | Wettkampf                                 | Aberkennungsgrund und Rehabilitierung |
| ----------- | ------------------------------------------------------ | -------------- | -------------- | ----------------------------------------- | --- |
| Sommer 1912 | Jim Thorpe                                             | USA            | Goldmedaille   | Leichtathletik M, Fünfkampf               | 1913 wegen Verstoß gegen den Amateurstatus nachträglich disqualifiziert; 1983 vollständige Rehabilitierung. |
| Sommer 1912 | Jim Thorpe                                             | USA            | Goldmedaille   | Leichtathletik M, Zehnkampf               | 1913 wegen Verstoß gegen den Amateurstatus nachträglich disqualifiziert; 1983 vollständige Rehabilitierung. |
| Sommer 1952 | Ingemar Johansson                                      | Schweden       | Silbermedaille | Boxen M, über 81 kg                       | Vom Ringrichter wegen „Inaktivität“ disqualifiziert; vorenthaltene Medaille 1982 überreicht. |
| Winter 1964 | Marika Kilius Hans-Jürgen Bäumler                      | Deutschland    | Silbermedaille | Eiskunstlauf, Paare                       | Zu frühes Unterschreiben eines Profivertrags und damit Verstoß gegen den Amateurstatus; 1987 rehabilitiert. |
| Sommer 1968 | „Gold-Vierer“ (Hempel, Henrichs, Kißner, Link)         | BR Deutschland | Silbermedaille | Radsport M, Mannschaftsverfolgung         | Disqualifikation und anschließende Aberkennung der Medaille wegen eines geringfügigen Regelverstoßes während des Rennens; Urteil im November 1968 aufgehoben. |
| Winter 1998 | Ross Rebagliati                                        | Kanada         | Goldmedaille   | Snowboard M, Riesenslalom                 | Disqualifikation aufgrund von Marihuana-Spuren in der Dopingprobe. Der CAS hob das Urteil umgehend auf, da das IOC ohne Rechtsgrundlage geurteilt hatte. |
| Sommer 2000 | Staffelmannschaft (außer Marion Jones)                 | USA            | Goldmedaille   | Leichtathletik F, 4-mal-400-Meter-Staffel | Trotz des Geständnisses von Jones in der BALCO-Affäre erhielten die Staffelkolleginnen ihre Medaillen im Juli 2010 zurück, weil zehn Jahre zuvor keine ausdrückliche Regelung bestanden hatte, um das Ergebnis eines ganzen Teams zu annullieren. |
| Sommer 2000 | Staffelmannschaft (außer Marion Jones)                 | USA            | Bronzemedaille | Leichtathletik F, 4-mal-100-Meter-Staffel | Trotz des Geständnisses von Jones in der BALCO-Affäre erhielten die Staffelkolleginnen ihre Medaillen im Juli 2010 zurück, weil zehn Jahre zuvor keine ausdrückliche Regelung bestanden hatte, um das Ergebnis eines ganzen Teams zu annullieren. |
| Sommer 2004 | María Luisa Calle                                      | Kolumbien      | Bronzemedaille | Radsport F, Punktefahren                  | Positiv auf das Stimulanzmittel Heptaminol getestet. Der CAS hob die Disqualifikation im Oktober 2005 wegen eines Formfehlers auf und verfügte die erneute Zuerkennung der Medaille. |
| Sommer 2008 | Wadsim Dsewjatouski                                    | Belarus        | Silbermedaille | Leichtathletik M, Hammerwurf              | Beide Athleten wurden im Dezember 2008 disqualifiziert, nachdem in ihren Dopingproben überhöhte Testosteronwerte festgestellt worden waren. Sie zogen das Urteil an den CAS weiter und erhielten im Juni 2010 Recht, da das zuständige Labor einen Fehler begangen hatte und eine Verunreinigung nicht ausgeschlossen werden konnte. |
| Sommer 2008 | Iwan Zichan                                            | Belarus        | Bronzemedaille | Leichtathletik M, Hammerwurf              | Beide Athleten wurden im Dezember 2008 disqualifiziert, nachdem in ihren Dopingproben überhöhte Testosteronwerte festgestellt worden waren. Sie zogen das Urteil an den CAS weiter und erhielten im Juni 2010 Recht, da das zuständige Labor einen Fehler begangen hatte und eine Verunreinigung nicht ausgeschlossen werden konnte. |
| Winter 2014 | Alexander Legkow                                       | Russland       | Goldmedaille   | Skilanglauf M, 50 km Freistil             | Als Reaktion auf den McLaren-Report, den die WADA aufgrund des systematischen russischen Dopingbetrugs bei den Olympischen Winterspielen 2014 in Auftrag gegeben hatte, setzte das IOC im Juli 2016 die Oswald-Kommission ein. Im November und Dezember 2017 disqualifizierte sie 43 russische Sportler, darunter 16 Medaillengewinner, und schloss sie auf Lebenszeit von Olympischen Spielen aus. Mit einer Ausnahme legten alle Sportler beim CAS Berufung ein. Bei der Anhörung im Januar 2018 erhielten 28 von ihnen Recht, da die Beweislage ungenügend war. Ihre Disqualifikation wurde aufgehoben und neun Sportler erhielten ihre Medaillen zurück. Gleichwohl durften sie nicht an den Winterspielen 2018 teilnehmen. |
| Winter 2014 | Alexander Tretjakow                                    | Russland       | Goldmedaille   | Skeleton M, Einzel                        | Als Reaktion auf den McLaren-Report, den die WADA aufgrund des systematischen russischen Dopingbetrugs bei den Olympischen Winterspielen 2014 in Auftrag gegeben hatte, setzte das IOC im Juli 2016 die Oswald-Kommission ein. Im November und Dezember 2017 disqualifizierte sie 43 russische Sportler, darunter 16 Medaillengewinner, und schloss sie auf Lebenszeit von Olympischen Spielen aus. Mit einer Ausnahme legten alle Sportler beim CAS Berufung ein. Bei der Anhörung im Januar 2018 erhielten 28 von ihnen Recht, da die Beweislage ungenügend war. Ihre Disqualifikation wurde aufgehoben und neun Sportler erhielten ihre Medaillen zurück. Gleichwohl durften sie nicht an den Winterspielen 2018 teilnehmen. |
| Winter 2014 | Staffelmannschaft (Legkow, Wylegschanin, Bessmertnych) | Russland       | Silbermedaille | Skilanglauf M, 4-mal-10-km-Staffel        | Als Reaktion auf den McLaren-Report, den die WADA aufgrund des systematischen russischen Dopingbetrugs bei den Olympischen Winterspielen 2014 in Auftrag gegeben hatte, setzte das IOC im Juli 2016 die Oswald-Kommission ein. Im November und Dezember 2017 disqualifizierte sie 43 russische Sportler, darunter 16 Medaillengewinner, und schloss sie auf Lebenszeit von Olympischen Spielen aus. Mit einer Ausnahme legten alle Sportler beim CAS Berufung ein. Bei der Anhörung im Januar 2018 erhielten 28 von ihnen Recht, da die Beweislage ungenügend war. Ihre Disqualifikation wurde aufgehoben und neun Sportler erhielten ihre Medaillen zurück. Gleichwohl durften sie nicht an den Winterspielen 2018 teilnehmen. |
| Winter 2014 | Maxim Wylegschanin                                     | Russland       | Silbermedaille | Skilanglauf M, 50 km Freistil             | Als Reaktion auf den McLaren-Report, den die WADA aufgrund des systematischen russischen Dopingbetrugs bei den Olympischen Winterspielen 2014 in Auftrag gegeben hatte, setzte das IOC im Juli 2016 die Oswald-Kommission ein. Im November und Dezember 2017 disqualifizierte sie 43 russische Sportler, darunter 16 Medaillengewinner, und schloss sie auf Lebenszeit von Olympischen Spielen aus. Mit einer Ausnahme legten alle Sportler beim CAS Berufung ein. Bei der Anhörung im Januar 2018 erhielten 28 von ihnen Recht, da die Beweislage ungenügend war. Ihre Disqualifikation wurde aufgehoben und neun Sportler erhielten ihre Medaillen zurück. Gleichwohl durften sie nicht an den Winterspielen 2018 teilnehmen. |
| Winter 2014 | Staffelmannschaft (Wylegschanin, Krjukow)              | Russland       | Silbermedaille | Skilanglauf M, Teamsprint                 | Als Reaktion auf den McLaren-Report, den die WADA aufgrund des systematischen russischen Dopingbetrugs bei den Olympischen Winterspielen 2014 in Auftrag gegeben hatte, setzte das IOC im Juli 2016 die Oswald-Kommission ein. Im November und Dezember 2017 disqualifizierte sie 43 russische Sportler, darunter 16 Medaillengewinner, und schloss sie auf Lebenszeit von Olympischen Spielen aus. Mit einer Ausnahme legten alle Sportler beim CAS Berufung ein. Bei der Anhörung im Januar 2018 erhielten 28 von ihnen Recht, da die Beweislage ungenügend war. Ihre Disqualifikation wurde aufgehoben und neun Sportler erhielten ihre Medaillen zurück. Gleichwohl durften sie nicht an den Winterspielen 2018 teilnehmen. |
| Winter 2014 | Olga Fatkulina                                         | Russland       | Silbermedaille | Eisschnelllauf F, 500 Meter               | Als Reaktion auf den McLaren-Report, den die WADA aufgrund des systematischen russischen Dopingbetrugs bei den Olympischen Winterspielen 2014 in Auftrag gegeben hatte, setzte das IOC im Juli 2016 die Oswald-Kommission ein. Im November und Dezember 2017 disqualifizierte sie 43 russische Sportler, darunter 16 Medaillengewinner, und schloss sie auf Lebenszeit von Olympischen Spielen aus. Mit einer Ausnahme legten alle Sportler beim CAS Berufung ein. Bei der Anhörung im Januar 2018 erhielten 28 von ihnen Recht, da die Beweislage ungenügend war. Ihre Disqualifikation wurde aufgehoben und neun Sportler erhielten ihre Medaillen zurück. Gleichwohl durften sie nicht an den Winterspielen 2018 teilnehmen. |
| Winter 2014 | Albert Demtschenko                                     | Russland       | Silbermedaille | Rennrodeln M, Einzel                      | Als Reaktion auf den McLaren-Report, den die WADA aufgrund des systematischen russischen Dopingbetrugs bei den Olympischen Winterspielen 2014 in Auftrag gegeben hatte, setzte das IOC im Juli 2016 die Oswald-Kommission ein. Im November und Dezember 2017 disqualifizierte sie 43 russische Sportler, darunter 16 Medaillengewinner, und schloss sie auf Lebenszeit von Olympischen Spielen aus. Mit einer Ausnahme legten alle Sportler beim CAS Berufung ein. Bei der Anhörung im Januar 2018 erhielten 28 von ihnen Recht, da die Beweislage ungenügend war. Ihre Disqualifikation wurde aufgehoben und neun Sportler erhielten ihre Medaillen zurück. Gleichwohl durften sie nicht an den Winterspielen 2018 teilnehmen. |
| Winter 2014 | Staffelmannschaft (Demtschenko, Iwanowa)               | Russland       | Silbermedaille | Rennrodeln, Teamstaffel                   | Als Reaktion auf den McLaren-Report, den die WADA aufgrund des systematischen russischen Dopingbetrugs bei den Olympischen Winterspielen 2014 in Auftrag gegeben hatte, setzte das IOC im Juli 2016 die Oswald-Kommission ein. Im November und Dezember 2017 disqualifizierte sie 43 russische Sportler, darunter 16 Medaillengewinner, und schloss sie auf Lebenszeit von Olympischen Spielen aus. Mit einer Ausnahme legten alle Sportler beim CAS Berufung ein. Bei der Anhörung im Januar 2018 erhielten 28 von ihnen Recht, da die Beweislage ungenügend war. Ihre Disqualifikation wurde aufgehoben und neun Sportler erhielten ihre Medaillen zurück. Gleichwohl durften sie nicht an den Winterspielen 2018 teilnehmen. |
| Winter 2014 | Jelena Nikitina                                        | Russland       | Bronzemedaille | Skeleton F, Einzel                        | Als Reaktion auf den McLaren-Report, den die WADA aufgrund des systematischen russischen Dopingbetrugs bei den Olympischen Winterspielen 2014 in Auftrag gegeben hatte, setzte das IOC im Juli 2016 die Oswald-Kommission ein. Im November und Dezember 2017 disqualifizierte sie 43 russische Sportler, darunter 16 Medaillengewinner, und schloss sie auf Lebenszeit von Olympischen Spielen aus. Mit einer Ausnahme legten alle Sportler beim CAS Berufung ein. Bei der Anhörung im Januar 2018 erhielten 28 von ihnen Recht, da die Beweislage ungenügend war. Ihre Disqualifikation wurde aufgehoben und neun Sportler erhielten ihre Medaillen zurück. Gleichwohl durften sie nicht an den Winterspielen 2018 teilnehmen. |
| Winter 2014 | Olga Wiluchina                                         | Russland       | Silbermedaille | Biathlon F, Sprint                        | Im November 2017 Verhängung einer lebenslangen olympischen Sperre aufgrund der Ergebnisse des McLaren-Reports und nachträgliche Disqualifikation, Urteil im September 2020 durch das CAS aufgehoben. |
| Winter 2014 | Nicklas Bäckström                                      | Schweden       | Silbermedaille | Eishockey, Männer                         | Das IOC schloss Bäckström vom Turnier aus und erkannte seine Medaille ab, nachdem in seiner Dopingprobe die Verwendung von Pseudoephedrin nachgewiesen worden war. Die IIHF legte gegen diesen Beschluss Rekurs ein, da Bäckström wegen eines allergischen Leidens bereits seit Jahren mit diesem Mittel behandelt wurde. Im März 2014 beschloss die IOC-Disziplinarkommission die Rückgabe der Medaille. |

## Statistik der dauerhaft aberkannten Medaillen

### Nach Land
| Platz  | Land                | Gold | Silber | Bronze | Gesamt |
| ------ | ------------------- | ---- | ------ | ------ | ------ |
| 1      | Russland            | 13   | 21     | 12     | 46     |
| 2      | Kasachstan          | 6    | 2      | 2      | 10     |
| 3      | Vereinigte Staaten  | 5    | 2      | 3      | 10     |
| 4      | Bulgarien           | 4    | 2      | 1      | 7      |
| 5      | Spanien             | 3    | —      | 1      | 4      |
| 5      | Volksrepublik China | 3    | —      | 1      | 4      |
| 7      | Ukraine             | 2    | 4      | 5      | 11     |
| 8      | Belarus             | 2    | 3      | 6      | 11     |
| 9      | Ungarn              | 2    | 2      | —      | 4      |
| 10     | Usbekistan          | 2    | 1      | 1      | 4      |
| 11     | Deutschland         | 2    | —      | —      | 2      |
| 12     | Türkei              | 1    | 4      | —      | 5      |
| 13     | Rumänien            | 1    | 1      | 2      | 4      |
| 13     | Schweden            | 1    | 1      | 2      | 4      |
| 15     | Bahrain             | 1    | —      | —      | 1      |
| 15     | Irland              | 1    | —      | —      | 1      |
| 15     | Jamaika             | 1    | —      | —      | 1      |
| 15     | Kanada              | 1    | —      | —      | 1      |
| 15     | Polen               | 1    | —      | —      | 1      |
| 20     | Großbritannien      | —    | 1      | 2      | 3      |
| 21     | Nordkorea           | —    | 1      | 1      | 2      |
| 21     | Aserbaidschan       | —    | 1      | 1      | 2      |
| 23     | Finnland            | —    | 1      | —      | 1      |
| 23     | Georgien            | —    | 1      | —      | 1      |
| 23     | Italien             | —    | 1      | —      | 1      |
| 23     | Kuba                | —    | 1      | —      | 1      |
| 23     | Litauen             | —    | 1      | —      | 1      |
| 23     | Mongolei            | —    | 1      | —      | 1      |
| 29     | Armenien            | —    | —      | 3      | 3      |
| 29     | Moldau              | —    | —      | 3      | 3      |
| 31     | Griechenland        | —    | —      | 2      | 2      |
| 32     | Kirgisistan         | —    | —      | 1      | 1      |
| 32     | Niederlande         | —    | —      | 1      | 1      |
| 32     | Norwegen            | —    | —      | 1      | 1      |
| 32     | OAR                 | —    | —      | 1      | 1      |
| 32     | Sowjetunion         | —    | —      | 1      | 1      |
| 32     | Vereintes Team      | —    | —      | 1      | 1      |
| Gesamt | Gesamt              | 52   | 52     | 54     | 158    |

### Nach Sportart
| Platz  | Sportart           | Gold | Silber | Bronze | Gesamt |
| ------ | ------------------ | ---- | ------ | ------ | ------ |
| 1      | Leichtathletik     | 21   | 20     | 13     | 54     |
| 2      | Gewichtheben       | 15   | 14     | 23     | 52     |
| 3      | Skilanglauf        | 5    | 3      | 1      | 9      |
| 4      | Ringen             | 3    | 7      | 3      | 13     |
| 5      | Reitsport          | 3    | —      | 1      | 4      |
| 6      | Bobsport           | 2    | —      | —      | 2      |
| 7      | Radsport           | 1    | 1      | 3      | 5      |
| 8      | Gerätturnen        | 1    | —      | 1      | 2      |
| 9      | Schwimmen          | 1    | —      | —      | 1      |
| 10     | Boxen              | —    | 2      | 1      | 3      |
| 11     | Biathlon           | —    | 2      | —      | 2      |
| 12     | Judo               | —    | 1      | 1      | 2      |
| 13     | Schießen           | —    | 1      | 1      | 2      |
| 13     | Kanu               | —    | 1      | 1      | 2      |
| 15     | Moderner Fünfkampf | —    | —      | 2      | 2      |
| 16     | Curling            | —    | —      | 1      | 1      |
| 16     | Rudern             | —    | —      | 1      | 1      |
| 16     | Ski Alpin          | —    | —      | 1      | 1      |
| Gesamt | Gesamt             | 52   | 52     | 54     | 158    |

### Nach Geschlecht
| Platz  | Geschlecht | Gold | Silber | Bronze | Gesamt |
| ------ | ---------- | ---- | ------ | ------ | ------ |
| 1      | Männer     | 30   | 25     | 31     | 86     |
| 2      | Frauen     | 22   | 27     | 23     | 72     |
| Gesamt | Gesamt     | 52   | 52     | 54     | 158    |

## Verwandte Themen
- Ewiger Medaillenspiegel der Olympischen Spiele
- Ewiger Medaillenspiegel der Olympischen Sommerspiele
- Ewiger Medaillenspiegel der Olympischen Winterspiele
- Sieger der Nationenwertung bei Olympischen Spielen
- Liste der erfolgreichsten Sommerolympioniken
- Liste der erfolgreichsten Winterolympioniken